# 안명근
안명근(安明根, 1879년 9월 17일 ~ 1927년 7월 7일)은 일제강점기의 독립운동가이다.
본관은 순흥(順興), 호(號)는 형파(衡坡)이다.

## 생애
안중근의 사촌 동생이고, 안춘생의 큰아버지이다. 황해도 신천에서 출생하였으며 지난날 한때 황해도 해주에서 잠시 유아기를 보낸 적이 있고 황해도 벽성에서 성장한 그는 어려서부터 사촌 형 안중근의 감화를 받고 항일운동에 나서 이승훈, 김구 등과도 교유하였다. 한일합방 후 무력으로 독립을 쟁취하고자 남만주에 무관학교를 설립할 목적으로 황해도에서 자금을 염출하던 중 체포되고, 석방된 뒤 1910년 황해도 일천 일대를 중심으로 서간도에 무관학교를 설립하기 위한 자금을 모금하다 일본 경찰에 잡혔다(안악 사건, 1910). 1911년 항일 운동에 촉각을 곤두세우고 있었던 조선 총독부는 이를 데라우치 총독 암살을 위한 모금활동으로 날조하고, 신민회 회원을 비롯하여 전국 계몽 운동가 600여 명을 검거하여 온갖 고문을 가하였다. 특히 105명에게는 실형을 선고하였는데(105인 사건, 1911), 이 과정에서 신민회의 존재가 드러나 결국 일제에 의해 해체되었다. 1911년 12월부터 10년 동안 복역, 22년 출옥 후 남만주로 망명하여 독립운동을 계속하다 27년 병사하였다. 1962년 대한민국 건국훈장 독립장이 수여되었다.

## 같이 보기
- 105인 사건